# ふくしま政美
ふくしま 政美（ふくしま まさみ、1948年1月22日 - ）は、日本の漫画家。男性。北海道大成町（現在のせたな町）出身。本名：福島政美血液型はO型。

## 概要
肉体美を強調した画風を得意とした劇画家であり、『女犯坊』や『聖マッスル』にてその名を知られる。サブカルチャー誌「QuickJapan」にて再評価を受け、太田出版から上記の作品と『超劇画 聖徳太子』が復刻されヒットした。現在もコンスタントに新作を発表しており、電子書籍にも意欲旺盛である。
実相寺昭雄をして、「おぞましい」と評された凄まじい描き込みと筋肉描写はその後の格闘漫画に少なからぬ影響を与えたものとして評価される。

## 略歴
北海道大成町（現在のせたな町）に4人兄弟の長男として生まれる。貧困により小学5年から中学2年まで肉体労働に従事する。高校生より漫画を描き始め、修学旅行中、横山まさみち宅を訪れ自分の投稿作品への酷評を受けるが、諦めず手塚治虫の創刊した漫画雑誌『COM』に投稿し、その縁で真崎守のアシスタントになる。22歳の時、真崎守に紹介された「コミックVAN」にデビュー作『死の行進曲』を発表。1973年「漫画エロトピア」に連載した『女犯坊』で人気を博し、1976年「少年マガジン」にて『聖マッスル』、「少年チャンピオン」に『格闘士ローマの星』（梶原一騎原作）を連載した。しかし1980年代から目立った活動を行わず、長い空白期間を置いて、1998年突如復活を宣言。「漫画エロトピア」「月刊アフタヌーン」「週刊漫画TIMES」に新作を発表した。

## 人物
- 1998年の復活に際して水木しげるが「ふっかつ政美」と言った。
- 著名人の愛読者としてなかにし礼が挙げられる。
- のなかみのる著『宇宙刑事ギャバン』単行本（大都社・STコミックス）にて、ゲストページにイラスト（片脚を振り上げたキックポーズのギャバンと、その背景に眼光鋭いドン・ホラー）を寄稿している。
- 荒々しい劇画のイメージが強いが、担当編集曰く、『聖マッスル』終了後のふくしまは自ら劇画を離れ、ブームに迎合したラブコメ作品などを持ち込むようになり（不採用）、編集部を失望させたという[4]。
- 近年の漫画もよく目を通しており、中でも『エア・ギア』はお気に入りとコメントしている[5]。
- インド旅行で色を混ぜない彩色技術を学び、作品に生かしている[3]。
- 趣味は「酒と女」で、このような歌の多い八代亜紀の大ファンである[1]。

## 作品リスト

### 1968年〜1981年作品
| タイトル                                | 掲載誌                                                                                           | 巻数 | 備考 |
| --------------------------------------- | ------------------------------------------------------------------------------------------------ | --- | --- |
| 破局は夜に                              | 1968年10月3日、『コミックVAN』掲載、芸文社                                                       | 単行本未収録 | |
| 黒い罠シリーズ➀けものの罠               | 1968年10月31日、『コミックVAN』掲載、芸文社                                                      | 単行本未収録 | |
| 黒い罠シリーズ②過去をふりむけ！         | 1968年11月28日、『コミックVAN』掲載、芸文社                                                      | 単行本未収録 | |
| 男の歯車                                | 1968年12月26日、『コミックVAN』掲載、芸文社                                                      | 単行本未収録 | |
| 女の仮面                                | 1969年、『劇画ヤング』掲載、明文社                                                               | 単行本未収録 | |
| 死の行進曲                              | 『コミックVAN』掲載、文芸社                                                                      | 単行本未収録 | ふくしま政美名義での初の作品。 |
| 任侠(おとこ)の憲法破門状                | 1970年、『漫画コミック』掲載、芳文社                                                             | 単行本未収録 | |
| 暴れゴンゾ                              | 1970年、『漫画コミック』掲載、芳文社                                                             | 単行本未収録 | |
| 見返りに蔵血桜嵐 （原作：鈴木 博）      | 1971年7月20号、『別冊週刊漫画TIMES』掲載、芳文社                                                 | 単行本未収録 | |
| 不動の玄三流れ旅                        | 1971年、『長編コミック』掲載、芳文社                                                             | 単行本未収録 | |
| 極悪無頼帖 音無し半次地獄斬り           | 1971年12月23日、『コミックVAN』掲載、芸文社                                                      | 単行本未収録 | |
| 人斬り尼 （原作：蓮見芳男）             | 1971年9月号〜1974年4月号、『漫画コミック』掲載、芳文社                                           | 昭和４９年２月１０日芸文社から1巻のみ発行され。 | ふくしま政美の初連載。 明治時代を舞台にした仁侠物。 子連れの人斬り尼のドスが唸る。 読み切り作品として1971年に漫画コミック四巻11号に掲載後、1972年5巻2号から連載開始。 また子連れではない新シリーズは1973年六巻12号から1974年七巻7号まで連載。 |
| 任侠陸蒸気 （原作：辻真先）             | 1972年、『漫画パンチ』掲載、芳文社                                                               | 単行本未収録 | |
| 片足半次郎                              | 1972年7月18号、『別冊週刊漫画TIMES』掲載、芳文社                                                 | 単行本未収録 | |
| 十手花 （原作：森幸太郎）               | 1973年から、『漫画ジャンボ』掲載、日本文華社                                                     | 1975年みのり書房から1巻のみ発行され。 | |
| 女犯坊 (原作：滝沢解)                   | 1974年2月21日号〜1976年5号、『漫画エロトピア』掲載、 KKベストセラーズ                            | 太田出版 (QJマンガ選書)全3巻 | |
| 臓腑魔人 （原作：滝沢解）               | 1974年10月30日〜1975年6月12日号、『コミックサンデー』『漫画キック』掲載、一水社                  | 全九話、単行本未収録 | 連載中、雑誌の名前は『コミックサンデー』から『漫画キック』に変更された。 |
| 餓隷船 （原作：小堀 洋）                | 1975年10月3日号〜1976年8月6日号、『漫画ホット』掲載、秋田書店                                    | 全二十一話、単行本未収録 | |
| 聖マッスル （原作：宮崎惇）             | 1976年8月8日号(32)〜1977年1月2日号(1)、『週刊少年マガジン』掲載、講談社                          | 1977年少年マガジンコミックス/講談社/全4巻 1997年太田出版/QJマンガ選書 復刊（全1巻） 2006年ゴマブックス/ 愛蔵版(上下巻）                                                 | |
| 巨獣伝 （原作：葉山 伸）                | 1976年、『漫画ホット』掲載、秋田書店                                                             | 短期連載 全4話、単行本未収録 | |
| 格闘士ローマの星 （原作：梶原一騎）     | 1976年12月06日(50)〜1977年08月01日(32)、『週刊少年チャンピオン』掲載、秋田書店                   | 1979年芳文コミックス/芳文社/（全3巻） 1999年ビー・ケー・ビー/（全3巻） 再刊                                                                                             | |
| 拳鬼奔る （原作：梶原一騎）             | 1977年4月28日号〜1978年02月16日号、『週刊サンケイ』掲載、サンケイ出版                            | サンケイ出版/週刊サンケイ別冊1巻「島痛の章」1977.8/10号 サンケイ出版/週刊サンケイ別冊2巻「鬼火の章」1977.12/10号 サンケイ出版/週刊サンケイ別冊3巻「江戸の章」1978.5/1号 | ラスト5回(1978年02月23日号〜1978年03月23日号)はケン月形氏による作画 |
| 超劇画 聖徳太子 （原作：滝沢解）        | 1977年11月1日号〜1978年3月21日号、『週刊漫画サンデー』掲載、実業之日本社                         | 太田出版/1999年 QBマンガ選書（全1巻、絶版）524ページ | 全十七話、未完 |
| 獣球伝 （原作：原麻紀夫）               | 1978年、『週刊漫画サンデー』掲載、実業之日本社                                                   | 単行本未収録 | |
| ZEN （原作：滝沢解）                    | 1978年7月11日、『週刊プレイボーイ』掲載、集英社                                                  | 単行本未収録 | |
| チギラ （原作：滝沢解）                 | 1979年1月2日〜3月16日、『漫画ギャング』掲載、双葉社                                              | 第一部全6話、単行本未収録 | 雑誌廃刊のため未完。 |
| 夢幻 (原作:西塔紅一)                    | 1978年12月1日号〜1979年3月9日号、1979年7月13日号〜10月19日号、『別冊漫画アクション』掲載、双葉社 | ソフトマジック/2000/5/1 『アリンス国女帝 夢幻』273ページ | 全二部十六話、単行本は第7話まで収録され。 |
| 女豹刑事遼子 （原作：牛次郎）           | 週刊漫画サンデー増刊・1979年8月20号、『読切傑作エロス』掲載、実業之日本社                        | 読切作品、単行本未収録 | |
| 愛怨姉妹 （原作：岡崎英生）             | 1979年8月24日号〜11月2日、『週刊漫画TIMES』掲載、芳文社                                          | 単行本未収録 | |
| 月夜に飛んで人を斬る (原作：なかにし礼) | 1979年12月、『週刊漫画TIMES』掲載、芳文社                                                        | 読切作品、単行本未収録 | 「なかにし礼＆十人の劇画家たち」 |
| さそり尼 (原作:西塔紅一)                | 1980年1月4/11日号〜3月14日、『週刊漫画TIMES』掲載、芳文社                                        | 全十話、単行本未収録 | |
| イサクの方舟 （原作：岡崎英生）         | 1980年10月8日号 第14巻19号〜1981年02月25日 第15巻4号、『ヤングコミック』掲載、少年画報社         | 単行本未収録 | |
| 甦る紋章 (原作：吉田四郎)               | 1991年2月、『コミックGIGA』掲載、主婦と生活社                                                    | 読切作品、単行本未収録 | |

### 1999年〜2016年作品
| タイトル                                                         | 掲載誌                                                                                       | 巻数                                             | 備考 |
| ---------------------------------------------------------------- | -------------------------------------------------------------------------------------------- | ------------------------------------------------ | --- |
| 暴乳拳 （原作：竹熊健太郎）                                      | 1999年8月号〜、『漫画エロトピア』掲載、ワニマガジン社                                        | 単行本未収録                                     | |
| 玉男 (原作:尾上龍太郎)                                           | 1999年8月1日号volume 173〜2000年3月号 volume 186『パチンカーワールド』掲載、白夜書房         | 全十三話、未完、単行本未収録                     | |
| むさしの無 (原作:あがた有為）                                    | 2003年2月28日発行、『コミックめだま』掲載、イースト・プレス                                  | ゴマブックス/1冊 2007年 321ページ                | 連載わずか1回で雑誌が廃刊、その後書き下ろしと合わせて単行本が一冊出された。                                                        |
| ケミストリー 化学の士 （原作：あかね胡笳）                       | 2004年10月号、『斬鬼』掲載、少年画報社                                                       | 読切作品、単行本未収録                           | |
| 超市民F （原作：坂本六有）                                       | 2005年5月号、『月刊アフタヌーン』掲載、講談社                                                | 単行本未収録                                     | |
| エド☆デカ （原作：坂本六有）                                     | 2005年5月13日号〜11月25日号、『週刊漫画TIMES』掲載、芳文社                                   | 芳文社 2005/9/16 266ページ                       | 全28話、単行本一巻のみ、9話まで収録。                                                                                              |
| 女犯坊 （原作：坂本六有）                                        | チャンプロード3月号増刊/2006年3月1日発行、『超劇画浪漫vol.2』掲載、笠倉出版社                | 全三話、未完、単行本未収録                       | 連載二回目に、雑誌が『超劇画浪漫』から『劇画ぴかれすく』に変更、その後廃刊。                                                       |
| 樹海マン （原作：西塔紅一）                                      | 2007年5月11・18合併号、2007年5月25日号『週刊漫画ゴラク』掲載、日本文芸社                     | 読切作品、単行本未収録                           | |
| 女犯坊 （原作：坂本六有）                                        | 2007年11月20日NO.44号〜2009年1月6＋13日合併号NO.1号 、『週刊漫画サンデー』掲載、実業之日本社 | 実業之日本社から単行本全4巻                      | 全57話、中20〜32話、35、36話が単行本に未収録。                                                                                     |
| 大菩薩峠 （原作：中里介山、脚本：大西祥平）                      | 2010年からネット漫画配信開始                                                                 | 松文館のゲキデンに二話のみ掲載され、単行本未収録 | オールカラー |
| 明日の宙 （原作：朽葉狂介）                                      | 2010年5月15日号、『近代麻雀』に掲載、 竹書房                                                 | 読切作品、単行本未収録                           | |
| 大奥 (原作：坂本六有)                                            | 近代麻雀2013年5月6日増刊号『コミック魁』に掲載、竹書房                                       | 竹書房 2014/5/26 254ページ                       | 連載3回目に雑誌が廃刊。その後、書き下ろしと合わせて単行本が出された。                                                              |
| 大菩薩峠第三章 （原作：中里介山、脚本：大西祥平、監修:小池一夫） | 2014年9月18日から、kindleに独占配信開始                                                      | 単行本未収録                                     | オールカラー、第三章から漫画の構図が従来の縦から横に変更され、スマホ、タブレットなどの電子設備が読みやすくように考えたみたいです。 |
| 女犯坊 (原作：滝沢解) 【ヨココミ】                               | 2015年2月27日、HEWから配信開始                                                               | 単行本未収録                                     | 1974年版の女犯坊を横構図に直した物。                                                                                               |
| 毒 （原作：池波正太郎、脚色：坂本六有）                          | 2016年8月号、『コミック乱ツインズ』に掲載、リイド社                                          | 読切作品、単行本未収録                           | |

## 師匠
- 真崎守

## アシスタント
- 小沼直人（『見返りに蔵雪桜嵐』スタッフ欄より）
- 秋元秀男（『人斬り尼』スタッフ欄より）
- 藤澤由満（『超劇画 聖徳太子』スタッフ欄より）
- 穴久保幸作（『超劇画 聖徳太子』スタッフ欄より）
- 川島のりかず（『人斬り尼』スタッフ欄より）
- 浦嶋嶺至（『暴乳拳』スタッフ欄より）
- 星野誠一（『玉男』『暴乳拳』スタッフ欄より）
- 牧野良彦（『暴乳拳』スタッフ欄より）
- 佐藤沙緒理（『樹海マン』スタッフ欄より）
- 亜画々屋ペらも（『明日の宙』スタッフ欄より）
- 里見拓哉（『大菩薩峠』スタッフ欄より）